# Kanton Chailland
Chailland is een voormalig kanton van het Franse departement Mayenne. Het kanton maakte deel uit van het arrondissement Laval. Het werd opgeheven bij decreet van 21 februari 2014 met uitwerking op 22 maart 2015. Alle gemeenten werden toegevoegd aan het kanton Ernée.

## Gemeenten
Het kanton Chailland omvatte de volgende gemeenten:
- Andouillé
- La Baconnière
- La Bigottière
- Chailland (hoofdplaats)
- La Croixille
- Juvigné
- Saint-Germain-le-Guillaume
- Saint-Hilaire-du-Maine
- Saint-Pierre-des-Landes